# Notrim

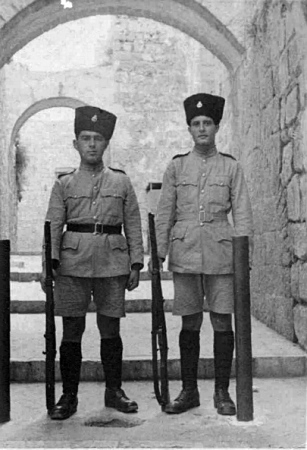
Deux Ghaffir, membres du Notrim.

Le Notrim (de l’hébreu נוטרים, qui signifie « gardes ») était une force de police juive qui fut fondée par les Britanniques en 1936 dans la Palestine mandataire.
La force était divisée en 2 groupes dénommés : Jewish Supernumerary Police (« police surnuméraire ou auxiliaire juive ») ou Ghaffir et la Jewish Settlement Police (« police villageoise ou coloniale »[réf. nécessaire]).
Ses membres faisaient pour la plupart également partie de la Haganah. Bien que formellement sous commandement britannique, le Notrim était en pratique largement sous l’influence de la haganah.
Le Notrim formera le noyau de la Police militaire israélienne après la Première Guerre israélo-arabe.

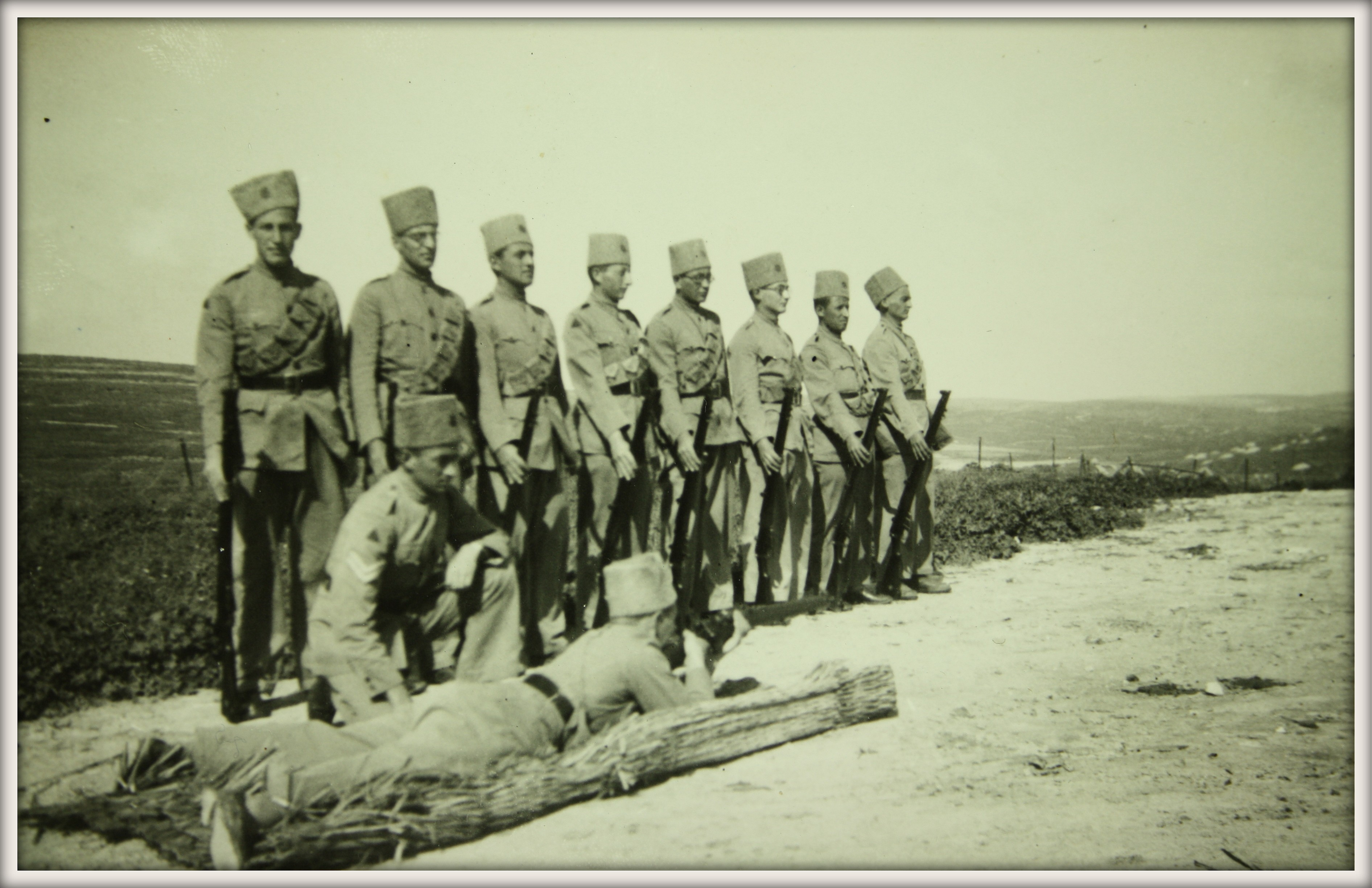
Notrim à Bat Shlomo en 1939. Avec l'autorisation de la Bibliothèque Nationale d'Israël.

## Histoire durant la Seconde Guerre mondiale

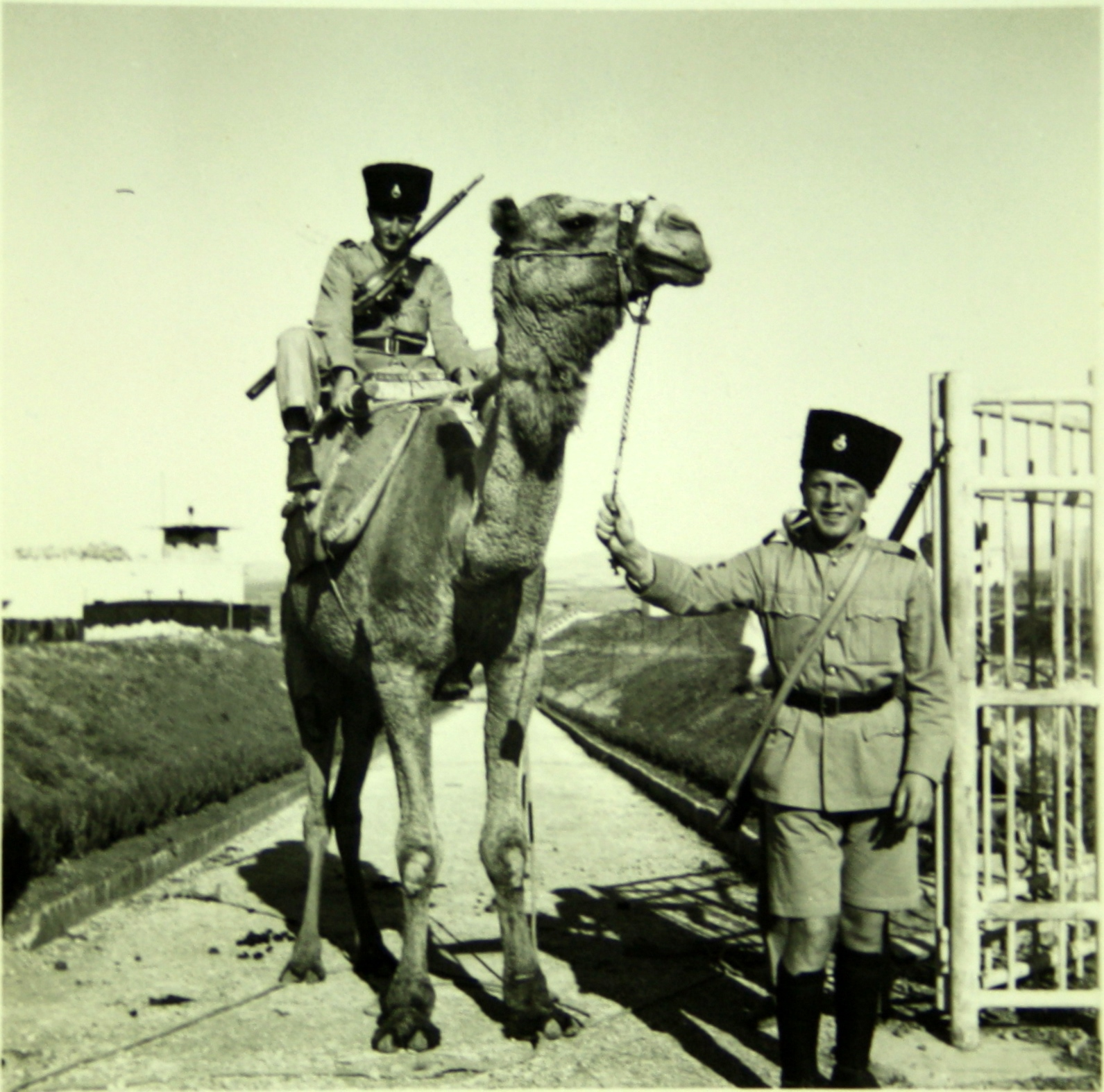
Notrim au poste de police à Saris en 1939. avec l'autorisation de la Bibliothèque nationale d'Israël.

Le 6 août 1940, le Secrétaire à la Guerre, Anthony Eden, informe le Parlement que le Cabinet ministériel a décidé de former recruter des unités juives et arabes pour former les bataillons du Royal East Kent Regiment (the "Buffs"). Le 3 septembre, Winston Churchill confirme à Chaim Weizmann le recrutement à grande échelle de forces juives en Palestine ainsi que la formation de leurs officiers. Une force additionnelle de 10 000 hommes (mais avec un maximum de 3 000 venant de Palestine) devait également être recruté pour la formation d’unités juives pour l’armée britannique.
Confronté à l’avance de Rommel en Égypte, le gouvernement britannique décide le 15 avril 1941 que les 10 000 Juifs dispersés en différentes compagnies devaient être entraînés à la guerre avec une capacité opérationnelle au niveau du bataillon. 10 000 autres hommes devraient également être mobilisés au côté des 6 000 membres de la Police surnuméraire ainsi que 40 à 50 000 gardes nationaux.